# Roger Waters the Wall
Roger Waters: The Wall è un film concerto del 2014 diretto da Roger Waters e Sean Evans e basato sul tour The Wall Live tenuto da Waters.
È in anteprima nella sezione Special Presentations del 2014 Toronto International Film Festival. Alla prima, i registi Roger Waters e Sean Evans erano presenti e quella sera hanno ricevuto elogi dal pubblico.

## Tracce
1. In the Flesh?
2. The Thin Ice
3. Another Brick in the Wall (Part 1)
4. The Happiest Days of Our Lives
5. Another Brick in the Wall (Part 2)
6. The Ballad of Jean Charles de Menezes
7. Mother
8. Goodbye Blue Sky
9. Empty Spaces
10. What Shall We Do Now?
11. Young Lust
12. One of My Turns
13. Don't Leave Me Now
14. Another Brick in the Wall (Part 3)
15. The Last Few Bricks
16. Goodbye Cruel World
17. Hey You
18. Is There Anybody Out There?
19. Nobody Home
20. Vera
21. Bring the Boys Back Home
22. Comfortably Numb
23. The Show Must Go On
24. In the Flesh
25. Run Like Hell
26. Waiting for the Worms
27. Stop
28. The Trial
29. Outside the Wall